# Luis Fernando Hoyos
Luis Fernando Hoyos (Pereira, 21 de mayo de 1964) es un actor colombiano.

## Biografía
Vivió su niñez y adolescencia en Cali. Al salir del colegio pretendió estudiar cine pero después de un tiempo de trabajos en el campo en Caquetá, comenzó a estudiar fotografía en Bogotá y en ese oficio se vinculó con Jaime Botero quien le permitió estudiar actuación en la Academia Charlot.
Hoyos se vinculó a la televisión con Pequeños Gigantes, una miniserie colombiana que sirvió de escuela de actuación para gran parte de los actores colombianos en la década de 1980. Es especialmente recordado, entre otras cosas, por su papel de Efraín en la teleserie basada en la novela romántica María de Jorge Isaacs, adaptada para la televisión en 1991.

## Filmografía

### Televisión
| Año       | Título                              | Personaje                            |
| --------- | ----------------------------------- | ------------------------------------ |
| 2025      | MasterChef Celebrity                | Participante                         |
| 2025      | Medusa                              | Camilo Hidalgo                       |
| 2024-2025 | Darío Gómez, el rey del despecho    | Marco Aurelio Gómez                  |
| 2023      | Los Billis                          | Gustavo Pelaez                       |
| 2020      | La de Troya 2                       | Eduardo Troya                        |
| 2019      | Siempre bruja                       | Gran Brujo Aldemar                   |
| 2018      | La de Troya                         | Eduardo Troya                        |
| 2018      | Garzón vive                         | Alberto Toro                         |
| 2016      | Narcos                              | Coronel Pinzón                       |
| 2016      | En la boca del lobo                 | Ricardo 'Richard' Salgado            |
| 2014      | Doctor Mata                         | FGR, Félix González Robledo          |
| 2014      | Los graduados                       | Andy torres                          |
| 2013      | Muñeca brava                        | Damián Ávila                         |
| 2012      | El laberinto                        | Ernesto Cáceres                      |
| 2011      | Póker                               | Santiago                             |
| 2010-2011 | La Pola                             | Antonio Nariño                       |
| 2010      | Rosario Tijeras                     | Luis Eduardo de Bedout               |
| 2009      | Sin retorno                         | Gonzalo 1 episodio                   |
| 2008      | Novia para dos                      | Efraín Daza                          |
| 2007-2008 | Tiempo final                        | 2 episodios                          |
| 2007      | Mujeres asesinas                    | Víctor                               |
| 2005      | Vuelo 1503                          | Antonio Guzmán                       |
| 2004      | Sin Amparo                          | N/d                                  |
| 2004      | Las noches de Luciana               | Samuel Rivas                         |
| 2002-2004 | Francisco el matemático             | David Nieto                          |
| 2001      | Amor a mi                           | Gabriel Ferrara                      |
| 2000      | Se armó la gorda                    | Humberto 'Zorro' Sánchez             |
| 1999      | La dama del pantano                 | N/d                                  |
| 1998      | Código de pasión                    | Juan Felipe Linares                  |
| 1997      | Cartas de amor                      | Benito                               |
| 1997      | Hombres                             | Daniel Rivera                        |
| 1997      | Tiempos difíciles                   | Agente del cti Miguel Monsalve       |
| 1996      | Sobrevivir                          | John Fitzgerald                      |
| 1996      | Cazados                             | N/d                                  |
| 1996      | Las ejecutivas                      | Camilo López                         |
| 1994      | Mambo                               | David Kaplan                         |
| 1993      | La Potra Zaina                      | Miguel Bazán                         |
| 1992      | Inseparables                        | Antonio Sanabria Ramos               |
| 1991      | La vida secreta de Adriano Espeleta | Salvador Saavedra / Adriano Espeleta |
| 1991      | María                               | Efraín                               |
| 1990      | La casa de las dos palmas           | Efrén Herreros (joven)               |
| 1989      | Azúcar                              | Francisco Javier Marulanda           |
| 1989      | Los colores de la fama              | Juancho                              |

### Cine
| Año  | Título                            | Personaje                   |
| ---- | --------------------------------- | --------------------------- |
| 2023 | Pepe Cáceres                      | Carlos Julio Eslava         |
| 2017 | El caso Watson                    | Coronel Juan Carlos Delgado |
| 2017 | Loving Pablo                      | Coronel Méndez              |
| 2016 | Magos: An Impossible Door         | Oliver                      |
| 2015 | El secuestro de Jocelyn           | Captain Rojas               |
| 2015 | Antes del fuego                   | Arturo Mendoza              |
| 2013 | Lejos del mundo                   | Román Pedraza               |
| 2011 | Póker                             | Santiago                    |
| 2007 | El amor en los tiempos del cólera | Urbino Urbino               |
| 2004 | Sin amparo                        | Armando                     |

### Teatro
| Año  | Título                            | Personaje | Nota            |
| ---- | --------------------------------- | --------- | --------------- |
| 2019 | La verdad es un juego de mentiras | Miguel    | Teatro Nacional |

## Premios y nominaciones

### Premios India Catalina
| Año  | Categoría                                     | Telenovela o Serie        | Resultado |
| ---- | --------------------------------------------- | ------------------------- | --------- |
| 2019 | Mejor actor protagónico de telenovela o serie | La de Troya               | Nominado  |
| 2015 | Mejor actor antagónico de telenovela o serie  | Doctor Mata               | Nominado  |
| 2011 | Mejor Actor/Actriz de Reparto                 | La Pola                   | Nominado  |
| 1997 | Mejor Actor de Reparto                        | Hombres                   | Ganador   |
| 1991 | Mejor Actor de Reparto                        | La casa de las dos palmas | Ganador   |

### Premios Macondo
| Año  | Categoría              | Película                | Resultado |
| ---- | ---------------------- | ----------------------- | --------- |
| 2022 | Mejor actor de reparto | Pueblo en cenizas       | Nominado  |
| 2017 | Mejor actor principal  | El caso Watson          | Nominado  |
| 2013 | Mejor actor de reparto | Crimen con vista al mar | Nominado  |